# Казнар, Курт
Курт Казнар (англ. Kurt Kasznar; 12 августа 1913[…], Вена — 6 августа 1979[…], Санта-Моника, Калифорния) — американский актёр театра, кино и телевидения.

## Биография
Курт Сервишер (имя актёра при рождении) родился 13 августа 1913 года в Вене (Австро-Венгрия) в еврейской семье. Отец ушёл из семьи, когда Курту было всего два года, и вскоре его мать вышла замуж повторно. Венгерский ресторатор по имени Фердинанд Казнар усыновил мальчика и дал ему свою фамилию. С юных лет подросток начал работать учеником официанта в ресторане отчима, и однажды именно там познакомился с известным режиссёром Максом Рейнхардтом, который пригласил юношу на свои семинары. «Там я научился играть, писать, создавать декорации и жить», — так позднее об этом сказал сам Казнар. В 1924 году 11-летний Курт снялся в австрийском фильме «Король цирка» (последняя картина Макса Линдера) в эпизодической роли.
В 1931 году Казнар играл в постановке «Обычный человек», которую давали в рамках Зальцбургского фестиваля. После этого Казнар не появлялся на сценах Европы, в европейском кино до 1958 года более не снимался.
В 1936 году Казнар покинул Австрию с театральной компанией Макса Рейнхардта. Начал успешно выступать на Бродвее, и более на родину не вернулся.
В конце 1941 года (к тому времени он уже получил гражданство США) был призван в армию (в декабре США вступили во Вторую мировую войну). Он обучался специальности «кинооператор», служил в звании капрала на тихоокеанском театре военных действий. Приписанный к фото-подразделению, он снимал высадки на Новой Гвинее и на Филиппинах, а также подписание капитуляции Японии на борту американского корабля «Миссури». В августе 1945 года Казнар стал одним из первых военных фотографов, запечатлевших руины Хиросимы и Нагасаки.
С 1951 года начал сниматься в кинофильмах, с 1954 года — в телесериалах, и за 27 лет (1951—1978) появился в почти 90 фильмах и сериалах. В связи с характерной внешностью и заметным акцентом, часто играл иностранцев: итальянцев, французов, немцев, русских, греков и др.
Курт Казнар скончался 6 августа 1979 года в городе Санта-Моника (Калифорния) от рака, не дожив недели до своего 66-го дня рождения.
The New York Times так описывала его характерный актёрский образ: «Крупный, бойкий, щеголеватый мужчина, говоривший с акцентом, его почти всегда изображали этаким континентальным джентльменом».

### Личная жизнь
- В 1937 (или 1939) году Казнар женился на американке по имени Корнелия Вулли (невеста была старше жениха на 13 лет). Дочь преуспевающего нью-йоркского торговца шерстью, Вулли была широко известна в театральном мире своей филантропией. Она неожиданно умерла в своём доме в июне 1948 года (женщине было 48 лет).
- В 1950 году Казнар женился на актрисе по имени Леора Дейна (1923—1983). Жениху было 37 лет, невесте — 27 лет. В 1958 году последовал развод.

Детей ни от одного брака у актёра не было.

## Номинации
- В 1953 году Казнар был номинирован на премию «Золотой глобус» в категории «Лучший актёр второго плана в кинофильме» за роль в фильме «Счастливое время», но уступил Милларду Митчеллу.
- В 1962 году[англ.] Казнар был номинирован на премию «Тони» в категории «Лучший художник по костюмам», но не получил награды.

## Избранные бродвейские работы
- 1937 — Вечная дорога[англ.] / The Eternal Road — три роли
- 1948—1949 — Уступите дорогу Люсии[англ.] / Make Way for Lucia — сеньор Кортезе
- 1950—1951 — Счастливое время[англ.] / The Happy Time — дядя Луи Боннар
- 1955 — Седьмое небо[англ.] / Seventh Heaven — Буль
- 1955—1956 — Шесть персонажей в поисках автора / Six Characters in Search of an Author — режиссёр
- 1956 — В ожидании Годо / Waiting for Godot — Поццо
- 1959 — Присматривай за Лулу![англ.] / Look After Lulu! — принц Салестрии
- 1959—1963 — Звуки музыки / The Sound of Music — Макс Детвейлер
- 1963—1967 — Босиком по парку[англ.] / Barefoot in the Park — Виктор Веласко

## Избранная фильмография

### Широкий экран
- 1924 — Король цирка[нем.] / Max, der Zirkuskönig — мальчик, за которым гонится лев[4]
- 1951 — Лёгкое прикосновение[англ.] / The Light Touch — мистер Арамеску
- 1952 — Всякое может случиться[англ.] / Anything Can Happen — Нури Бей
- 1952 — Это выглядит красиво[англ.] / Lovely to Look At — Макс Фогельсби
- 1952 — Счастливое время / The Happy Time — дядя Луи Боннар
- 1953 — Лили / Lili — Жако
- 1953 — Сомбреро[англ.] / Sombrero — отец Закайя
- 1953 — Отважные противники[англ.] / Ride, Vaquero! — отец Антонио
- 1953 — Поцелуй меня, Кэт / Kiss Me Kate — Баптиста
- 1953 — Оставь девушку в покое[англ.] / Give a Girl a Break — Лео Белни
- 1953 — Все братья были храбрецами[англ.] / All the Brothers Were Valiant — Квинт
- 1954 — Великая кража алмаза[англ.] / The Great Diamond Robbery — Луи
- 1954 — Долина Царей[англ.] / Valley of the Kings — Хамед Бэкхур
- 1954 — Последний раз, когда я видел Париж[англ.] / The Last Time I Saw Paris — Морис
- 1955 — Прыжок в ад[англ.] / Jump into Hell — капитан Жан Калло
- 1955 — Моя сестра Эйлин / My Sister Eileen — «Папаша» Аппополус
- 1955 — Пламя островов / Flame of the Islands — Сирил Мейс
- 1956 — Что бы ни случилось[англ.] / Anything Goes — Виктор Лоренс
- 1957 — Прощай, оружие! / A Farewell to Arms — Бонелло
- 1957 — Легенда о потерянном[англ.] / Legend of the Lost — префект Дукас
- 1958 — Герои[нем.] / Helden — майор Петков
- 1958 — Бабье озеро[нем.] / Frauensee — Натаниэль Доббс
- 1959 — Путешествие[англ.] / The Journey — Чепеге
- 1959 — Серенада большой любви[англ.] / For the First Time — Ладислас Табори
- 1963 — 55 дней в Пекине / 55 Days at Peking — барон Сергей Иванов
- 1967 — Казино «Рояль» / Casino Royale — Смернов (sic)
- 1967 — Опасные похождения Полин[англ.] / The Perils of Pauline — генеральный консул
- 1967 — Сидящие в засаде / The Ambushers — Кинтана

### Телевидение
- 1954 — Телевизионный театр Philco[англ.] / The Philco Television Playhouse — Александр Инглс (в эпизоде Run Like a Thief)
- 1955 — Студия Один[англ.] / Studio One — Барлах (в эпизоде The Judge and the Hangman)
- 1955—1956 — Видео-театр «Люкс»[англ.] / Lux Video Theatre — разные роли (в 2 эпизодах)
- 1956 — Телевизионный театр Крафта / Kraft Television Theatre — Никки (в эпизоде One Way West)
- 1956 — Театр «У камина»[англ.] / Fireside Theatre — Рик (в эпизоде A Place on the Bay[англ.])
- 1956—1957 — Кульминация![англ.] / Climax! — разные роли (в 3 эпизодах)
- 1957 — Театр звёзд Шлица[англ.] / Schlitz Playhouse of Stars — Пит (в эпизоде The Enchanted)
- 1957 — Студия 57[англ.] / Studio 57 — Бурдан (в эпизоде The Customs of the Country)
- 1957 — Телевизионный театр Goodyear[англ.] / Goodyear Television Playhouse — Рамблин (в эпизоде Rumblin' Galleries)
- 1958 — Шоу месяца Дюпонта[англ.] / DuPont Show of the Month — Дон Андрес (в эпизоде The Bridge of San Luis Rey)
- 1958 — Сказки Ширли Темпл[англ.] / Shirley Temple's Storybook — Ганс Франц (в эпизоде Rumpelstiltskin)
- 1959 — Театр «Уэстингхаус Десилу»[англ.] / Westinghouse Desilu Playhouse — капитан Мартинес (в эпизоде Chez Rouge)
- 1959 — Приключения в раю[англ.] / Adventures in Paradise — герр Вагнер (в эпизоде The Black Pearl)
- 1959—1961 — Пьеса недели[англ.] / The Play of the Week — разные роли (в 3 эпизодах)
- 1961, 1963 — Обнажённый город[англ.] / Naked City — разные роли (в 2 эпизодах)
- 1963 — Премьера Alcoa[англ.] / Alcoa Premiere — разные роли (в 2 эпизодах)
- 1966 — Девушка от Д.Я.Д.И.[англ.] / The Girl from U.N.C.L.E. — Аполло Закинтиос (в эпизоде The Dog-Gone Affair)
- 1966 — Эта девушка / That Girl — Джордж (в эпизоде Soap Gets in Your Eyes[англ.])
- 1966—1967 — Боб Хоуп представляет: Театр «Крайслер»[англ.] / Bob Hope Presents the Chrysler Theatre — Константин (в 2 эпизодах)
- 1966—1967 — Спасай свою жизнь[англ.] / Run for Your Life — разные роли (в 2 эпизодах)
- 1967 — Я — шпион[англ.] / I Spy — доктор Ибанес (в эпизоде The Trouble with Temple)
- 1967 — Человек от Д.Я.Д.И.[англ.] / The Man from U.N.C.L.E. — президент Насасос Туник (в эпизоде The Napoleon's Tomb Affair[англ.])
- 1967 — Три моих сына[англ.] / My Three Sons — Борис Чапутник (в эпизоде Help the Gypsies Are Coming![англ.])
- 1968 — Требуется вор[англ.] / It Takes a Thief — управляющий ночным клубом (в эпизоде A Thief Is a Thief[англ.])
- 1968—1970 — Земля великанов[англ.] / Land of the Giants — Александр Б. Фицхью (в 51 эпизоде[англ.])
- 1970 — Вирджинец[англ.] / The Virginian — Огаст Ханш (в эпизоде Crooked Corner[англ.])
- 1971 — Название игры[англ.] / The Name of the Game — Альфредо (в эпизоде A Sister from Napoli[англ.])
- 1971 — Мак-Миллан и жена[англ.] / McMillan & Wife — Эдмонд Кордей (в эпизоде Once Upon a Dead Man[англ.])
- 1972 — А вот и Люси[англ.] / Here's Lucy — доктор Хендерсон (в эпизоде Lucy and the Group Encounter[англ.])
- 1972 — Поиск[англ.] / Search — Рубен Харант (в эпизоде The Gold Machine)
- 1973 — Любовь по-американски[англ.] / Love, American Style — Иван (в эпизоде Love and the Cozy Comrades[англ.])
- 1974 — Азбука: Дополнительные занятия после школы[англ.] / ABC Afterschool Special — Рагено (в эпизоде Cyrano; озвучивание)
- 1975 — Барнаби Джонс[англ.] / Barnaby Jones — Джордж Ондрей (в эпизоде Portrait of Evil[англ.])
- 1977 — Чудо-женщина / Wonder Woman — генерал СС фон Драйберг (в 2 эпизодах[англ.])

В роли самого себя
- 1952 — Мистификаторы[англ.] / The Hoaxters — рассказчик (в титрах не указан)
- 1957, 1960 — Сегодня вечером с Джеком Паром[англ.] / Tonight Starring Jack Paar — в 2 выпусках
- 1963 — Вечернее шоу Джонни Карсона / The Tonight Show Starring Johnny Carson — в 5 выпусках
- 1966, 1973 — Шоу Мерва Гриффина[англ.] / The Merv Griffin Show — в 2 выпусках

- С Селией Ловски в фильме «Последний раз, когда я видел Париж[англ.]» (1954)
- С Уильямом Шетнером (на заднем плане слева) в телесериале «Ниро Вульф» (1959)
- «Земля великанов[англ.]» (1968—1970). Слева направо: Дон Мэтисон[англ.], Хизер Янг[англ.], Курт Казнар, Дианна Ланд, Гэри Конуэй и Дон Маршалл[англ.].
- Корнелия Вулли — первая жена Курта Казнара